# 천고법치문화상
천고법치문화상은 국법질서 수호와 법치주의 확률에 기여한 개인과 단체에 천고법치문화재단이 시상하는 대한민국의 상이다.

## 역대 수상자

### 제1회 2015년
- 재임 시절 국법질서 수호와 퇴임 후 한국형사정책연구원장·한국범죄방지재단 이사장으로 일하며 안전하고 밝은 사회를 만드는 데 노력한 정해창(전 법무부 장관)
- 2014년 헌법재판소에서 열린 통합진보당 해산 결정을 이끌어 낸 정점식(법무부 위헌정당 단체 관련 TF팀 팀장
- 2014년 112신고에 대한 총력 대응체계를 구축해 용의자 현장 검거율 80%를 달성한 경찰청 생활안전국(국장 조희현 치안감)

### 제2회 2016년
- 민사소송법에 대한 진지한 연구와 노력으로 9종의 전문서적과 300여 편의 논문을 저술하여 후학을 지도함으로써 실무와 학문 사이의 균형잡힌 시각을 기르도록 이끌어주신  이시윤[1]
- 방위사업비리 합동수사단(단장 김기동 검사장)[2]
- 감사원 방산비리특별감사단(단장 현창부 전 감사원 제2사무차장, 법률 부단장 박길배 서울남부지검 금융조사2부장)[3]

### 제3회 2018년
- 정성진 제59대 법무부 장관, 제7대 국민대학교 총장[4]
- 서울행정법원(법원장 김용석)[5]
- 한국형사정책연구원(원장 김진환)[6]